# Rosa Passos
Rosa Passos (Salvador de Bahía, 13 de abril de 1952) es una cantante y guitarrista brasileña.

## Comienzos
Rosa Passos nació y creció rodeada de música y de la cultura afrobrasileña en la ciudad de Salvador de Bahía. Estimulada por sus padres, a los cinco años ya era una pianista prometedora. Passos comenzó a tocar el piano a la edad de trece años. En la década de los 60, comenzó a aparecer en televisión y en los festivales de música.  A los 15 años, Rosa ya apareció en la televisión en Salvador. Inspirada por la película Orfeo negro, de 1959, y su banda sonora, y después de escuchar a Dorival Caymmi y João Gilberto, Rosa cambió su piano por la guitarra y desde entonces se ha dedicado al arte de componer y cantar.
En abril de 1972, su interpretación de "Mutilados" (Antonio Cesar Nunes y João Carlos Morales) ganó el primer premio en el primer campeonato de la música universitaria de Bahía, patrocinado por la TV Itapoan.

## Carrera musical
Sus composiciones, escritas junto con su compañero letrista -el compositor Fernando de Oliveira-, aparecieron en 1979 en su primer disco, Recriação. Después de pasar varios años sólo dedicándose a su familia, Rosa regresa a la música en 1985, reanudando su carrera. Su siguiente álbum, Amorosa, fue publicado nueve años más tarde que el primero, en 1988.
En 1991, Rosa lanzó su primer CD, Curare, un álbum que contiene los clásicos acordes de la Música Popular Brasileña, (MPB) que incluyen a Tom Jobim, Ary Barroso, Carlos Lyra, Johnny Alf, Bororó, y Djavan entre otros.
En 1996, lanzó el CD Pano pra Manga. La mayoría de las canciones de ese CD son de autoría de Rosa Passos y Fernando de Oliveira.
Sus composiciones atrajeron el interés del cantante norteamericano Kenny Rankin que en 1997 grabó las canciones "Verano" (Those Eyes) y "Otoño" (Stay) en inglés, ambas con participación vocal de Rosa.
En septiembre de 1996, Oscar Castro-Neves, un músico brasileño residente en Estados Unidos, invitó a Rosa a participar en una noche brasileña en el Jazz at the Bowl, celebrado en el Hollywood Bowl, en California. Desde el estreno americano de Rosa, su carrera internacional ha crecido a lo largo de los años.
En 1996, la cantante y compositora se presentó en Japón por primera vez, con el saxofonista Sadao Watanabe y, sucesivamente hizo varias presentaciones por España, Alemania, Suiza, Dinamarca, Noruega, Suecia y también Colombia, Cuba, Uruguay y Estados Unidos.
En 1999 fue invitada a presentarse durante el quincuagésimo aniversario de celebración de la democracia alemana, junto a Paquito D'Rivera y la WDR Big Band en shows en Bonn y Colonia, donde presentó sus propias composiciones y otras clásicas de la música brasileña. El mismo año se presentó en el Festival de Jazz de Berna.
En Brasil, Rosa tiene un amplio catálogo de discos y grabaciones, y fue también una de las estrellas del productor Almir Chediak en el proyecto Letra & Música, una serie de CDs celebrando las obras de los grandes compositores de Brasil. Sus CD uno de canciones de Tom Jobim y otro de Ary Barroso, junto con el violinista Lula Galvão, fue un éxito instantáneo en Brasil e internacionalmente, revelando la forma innovadora y peculiar que Rosa da a éxitos tan conocidos como Acuarela de Brasil, de Ary Barroso, Desafinado, Samba De Una Nota So y Chica de Ipanema, todas de Tom Jobim.
En agosto de 2001, Rosa presentó un show en Nueva Orleans (voz y guitarra), por el que surgió una nueva invitación para hacer el CD Me and My Heart, lanzado en el mercado norteamericano en 2002, con participación del bajista Paulo Paulelli. Dos años después, el mismo CD salió en Brasil, con el nombre de Eu e Meu Coraçao. 
En 2002, el CD Azul fue lanzado en el mercado brasileño, reuniendo sus canciones preferidas de Gilberto Gil, João Bosco y Djavan, con arreglos nuevos. En el mismo año, Rosa se presenta en el Lincoln Center, en Nueva York, en un tributo a Elis Regina para un público de seis mil personas, junto a otros artistas. 
A finales de 2002, Rosa regresó a Estados Unidos para grabar con Ron Carter, uno de los mejores bajistas de jazz del mundo, el CD Entre Amigos, su primer CD con una banda de músicos norteamericanos.
En agosto participó en el aclamado CD Gracias Brasil, ganador de Grammy, del músico Yo-Yo Ma, con dos canciones de Tom Jobim (Chega de Saudade y Amor en Paz). A continuación, Rosa se unió a Yo-Yo Ma y otros músicos del CD para una gira mundial, que dio origen al CD en vivo. Gracias Brazil Live in Concert, con el clarinetista Paquito D'Rivera y el percusionista Cyro Baptista.
En 2004 se unió a Sony Classical para el lanzamiento del álbum Amorosa, un tributo a João Gilberto y su famoso álbum de 1977, Amoroso, con la participación especial del músico francés Henri Salvador, además de los músicos de Gracias Brazil. Con Amorosa, Rosa ganó su primera promoción significativa en suelo norteamericano, alcanzando el N.º 7 en la lista del Billboard de Música Mundial. Después del lanzamiento de Amorosa, Rosa y sus músicos iniciaron una temporada exitosa por festivales en Europa.
En 2006 fue invitada a presentarse en el escenario del Carnegie Hall - Zanken Hall, en un concierto de voz y guitarra. En el show, Rosa interpretó canciones de su último álbum Amorosa, algunos clásicos de la MPB y algo de su último CD Rosa.
En 2006 lanzó en Telarc Records - una discográfica independiente especializada en jazz y música clásica - el CD titulado simplemente Rosa. Después de algunos años lejos de los escenarios brasileños, el CD Rosa fue lanzado en Brasil, dando inicio a una sucesión de presentaciones, que incluyó una temporada de dos semanas en el Teatro FECAP, en São Paulo, a finales de enero de 2007, y la participación en el Festival de Jazz de Tatuí.
Dedicó 2007 al público brasileño, y se preparó para más presentaciones por el país. Fue invitada a participar en un homenaje a Elis Regina, junto a la Orquesta Jazz Sinfónica en el Memorial de América Latina, en São Paulo.
En noviembre de 2007 se presentó en el club de jazz Blue Note de Nueva York, para una serie de seis shows que adelantaron su participación como homenajeada del Berklee College of Music, en Boston, donde había impartido talleres de música con presencia del cuerpo docente y alumnos de la renombrada escuela. En 2008, Passos fue galardonada con un Doctorado Honorario de Música del Berklee College of Music, junto con Philip Bailey y Maurice White de Earth, Wind & Fire, el músico Británico Steve Winwood, y el exalumno de Berklee, Howard Shore.
En sus grabaciones y conciertos cuenta con la participación de músicos como Ivan Lins, Chico Buarque, Yo-Yo Ma y Ron Carter, Henri Salvador y Paquito D'Rivera. En 2008, Rosa Passos una vez más lanzó por Telarc Records el Cd Romance donde homenajea los 50 años de la Bossa Nova donde ella deshace las perlas del repertorio en interpretaciones simples y con la voz dulce y afinada pasando por los grandes clásicos de la música brasileña.
En 2013 lanza el Cd Samba Dobrado "Canciones de Djavan" donde la cantante pasea por la obra del compositor alagoano, además de hacer un tema con Fernando de Oliveira, llamado "Doce Menestrel" donde ella lo homenajea en el disco. 
2015 fue el año de los relanzamientos donde Rosa Passos en sociedad con el sello Biscoito Fino lanzó una colección donde reúne grandes clásicos de Ary Barroso, Tom Jobim y Dorival Caymmi donde ella homenajeó por separado cada artista cuando era la estrella del productor Almir Chediak en la discográfica Lumiar Discos en la época. En 2016 una vez más en sociedad con la discográfica Biscoito Fino lanzó el álbum Rosa Passos en vivo grabado en Uruguay.

## Discografía
- Recriação (1979)
- Amorosa (1988)
- Curare (1991)
- Festa (1993)
- Pano Pra Manga (1996)
- Letra & Música – Ary Barroso (1997) (con Lula Galvao)
- O melhor de Rosa Passos (1997) (el mejor de compilación)
- Especial Tom Jobim (1998)
- Rosa Passos Canta Antonio Carlos Jobim – 40 Anos de Bossa Nova (1998)
- Morada do Samba (1999)
- Rosa Passos Canta Caymmi (2000)
- Me and My Heart (2001)
- Eu e Meu Coração (2003)
- Azul (2002)
- Entre Amigos (Chesky, 2003) (con Ron Carter)
- Amorosa (2004)
- Rosa Por Rosa (2005)
- Rosa (2006)
- Romance (2008)
- Luxo É Só (2011)
- Samba dobrado (2013)
- Rosa Passos canta Ary, Tom e Caymmi (2015)

- Rosa Passos Ao Vivo (Live) - Biscoito Fino (2016)

Como invitada

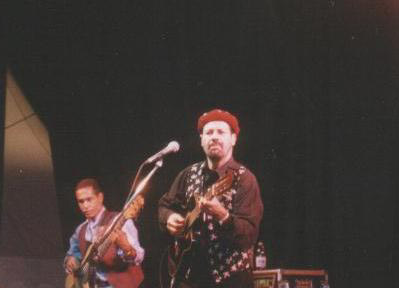
João Bosco

- The Rough Guide to the Music of Brazil (1998) (World Music Network)